# Миньхан
Миньха́н (кит. упр. 闵行, пиньинь Mǐnháng) — район городского подчинения города центрального подчинения Шанхай (КНР). 

## География
Расположен в географическом центре подчинённой городу территории.

## История
Долгое время это была обычная сельская местность. В 1930 году, когда Шанхай (занимавший в то время гораздо меньшую территорию) получил статус «города центрального подчинения», в посёлок Миньхан был перемещён из Наньши административный центр уезда Шанхай (оставшегося под юрисдикцией провинции Цзянсу). В 1958 году все уезды специального района Сунцзян провинции Цзянсу (в том числе и уезд Шанхай) были переданы под юрисдикцию города центрального подчинения Шанхай.
В 1959 году из уезда Шанхай был выделен район Миньхан. В 1964 году он был присоединён к району Сюйхуэй, но в 1981 году создан вновь.
В 1992 году уезд Шанхай был расформирован, а его земли перешли в состав района Миньхан.

## Административно-территориальное деление
Район Миньхан делится на 3 уличных комитета, 9 посёлков и 1 промышленную зону.

## Экономика
В районе расположены индустриальный парк Синьчжуан и фармацевтический завод Moderna.

## Транспорт
Железнодорожная станция Миньхан является важным логистическим узлом, откуда грузы следуют в Россию и Западную Европу. Маршрут Шанхай — Европа обслуживает компания Shanghai Dongfang Silk Road Multimodal Transport.